# Perthiola bouceki
Perthiola bouceki är en stekelart som beskrevs av Reina och La Salle 2005. Perthiola bouceki ingår i släktet Perthiola och familjen finglanssteklar. Inga underarter finns listade i Catalogue of Life.